# Curaçaói labdarúgó-válogatott
A curaçaói labdarúgó-válogatott Curaçao nemzeti csapata, melyet a curaçaói labdarúgó-szövetség irányít.

## Története

### Curaçao (1924-től 1958-ig)
Curaçao szigetének labdarúgó-válogatottja 1924. április 6-án játszotta első mérkőzését Aruba ellen. A találkozót 4–0-s arányban megnyerték. 1948-ban a sziget Holland Antillák része lett, ám a barátságos mérkőzéseken 1958-ig továbbra is Curaçao néven szerepelt.

### A Holland Antillák felbomlása
2008. december 15-én véget értek a tárgyalások az Antillák körül. Ennek eredményeképpen a Holland Királyság tengeren túli területe 2010. október 10-én felbomlott, a nemzeti csapat később megszűnt.
A Holland Antillák utolsó mérkőzését 2010. október 31-én játszotta Suriname ellen. A válogatott és a labdarúgó-szövetség is a mérkőzést követően feloszlott.
Curaçao és Sint Maarten a Holland Királyság két új társult állama lett. Bonaire, Saba és Sint Eustatius szigetei Hollandia közvetlen részeivé válnak, különleges önkormányzatként (bijzondere gemeente), hasonló önkormányzati felépítéssel, mint az anyaországban. A három sziget közös elnevezése Karibi Hollandia (Caribisch Nederland) lett.

### Az „új” Curaçao (2011-től)
Annak ellenére, hogy nem független állam, Curaçao 2011 márciusa óta szerepel a FIFA-tagországok listáján, mint Holland Antillák hivatalos jogutódja. A megszűnt válogatott minden korábbi eredményét Curaçao eredményeként jegyzik és ismerik el.
Az újraformálódott ország válogatottja benevezett a 2014-es labdarúgó-világbajnokságra. Első mérkőzését 2011. szeptember 6-án játszotta Haiti ellen, és 4–2-es vereséget szenvedett.

## Világbajnoki szereplés
Curaçao néven
- 1930 – 1954: Nem indult.
- 1958:  Nem jutott be.

Holland Antillák néven
- 1962 – 2010: Nem jutott be.

Curaçao néven
- 2014: Nem jutott be.
- 2018: Nem jutott be.

## CONCACAF-aranykupa-szereplés
Holland Antillák néven
- 1991: Nem indult.
- 1993: Visszalépett.
- 1996: Nem jutott be.
- 1998: Nem jutott be.
- 2000: Nem jutott be.
- 2002: Nem indult.
- 2003: Nem jutott be.
- 2005: Visszalépett.
- 2007: Nem jutott be.
- 2011: Nem jutott be.

Curaçao néven
- 2013: Nem jutott be.

## Nemzetközi eredmények
CCCF-bajnokság
- Ezüstérmes: 2 alkalommal (1955,[4] 1957[4])
- Bronzérmes: 1 alkalommal (1941)

CONCACAF-bajnokság
- Bronzérmes: 2 alkalommal (1963, 1969)

Közép-amerikai és karibi játékok
- Aranyérmes: 1 alkalommal (1962)
- Ezüstérmes: 3 alkalommal (1959, 1966, 1970)

Pánamerikai játékok
- Bronzérmes: 1 alkalommal (1955[4])

## Lásd még
- Holland antilláki labdarúgó-válogatott
- Sint Maarten-i labdarúgó-válogatott